# Nyócker!
A Nyócker! 2004-ben bemutatott magyar 2D-s számítógépes animációs film, amely 2005-ben Európa legjobb animációs filmje lett az Annecy Animációs Filmfesztiválon. Az animációs játékfilm rendezője Gauder Áron, producere Novák Erik. A forgatókönyvet Orsós László Jakab, Damage és Nagy Viktor írta, a zenéjét L.L. Junior és a Ludditák szerezte. A mozifilm a Lichthof Productions Ltd. gyártásában készült, a HungariCom Kft. forgalmazta. Műfaja filmvígjáték.
Magyarországon 2004. december 9-én mutatták be a mozikban. 3D-s változatát 2012. április 5-én mutatták be Nyócker! 8D címmel.

## Cselekmény
Történetének középpontjában egy csapat iskolás áll. A folyton együtt bandázó Ricsi, Simon, Julika, Béluska, Mari, Abdul, Csen és Sandokan – Móricka barátjuk időgépe segítségével – Texas államéval vetekedő, virágzó olajmezővé teszi a nyolcadik kerületet, és gazdag summát zsebel be. Ám a költekező ifjakat kiszúrják a szülők, és jön a felelősségre vonás. A bajt csak tetézi Ricsi és Julika bimbózó szerelme, amit örök rivális atyáik nem néznek jó szemmel. Ráadásul kiderül, hogy Bin Laden a sarki gíroszosnál húzta meg magát. De még ennél is van rosszabb, a kerület nagyhatalmi összeesküvés középpontjába kerül. A szülőföld megmentésére azonban összefognak a helyiek.

## Szereplők
| Szereplő             | Hang                 |
| -------------------- | -------------------- |
| Lakatos Ricsi        | L.L. Junior          |
| Lakatos Gusztibá     | Szacsvay László      |
| Csorba Karesz        | Szabó Győző          |
| Béluska              | Pindroch Csaba       |
| Csorba Simon         | Csőre Gábor          |
| Csen                 | Csőre Gábor          |
| Mari                 | Gryllus Dorka        |
| Abdul                | Rajkai Zoltán        |
| Irina                | Fullajtár Andrea     |
| Csorba Julika        | Roatis Andrea        |
| Lakatos Lóri         | Gesztesi Károly      |
| Rózi                 | Jónás Judit          |
| Kolompár Sandokan    | Betz István          |
| Badár főtörzs        | Badár Sándor         |
| Dr. Zsírvágó         | Szabó Sipos Barnabás |
| Móricka              | Simonyi Balázs       |
| Kolompár             | Faragó András        |
| Vizy zászlós         | Horváth János        |
| Ági néni, tanárnő    | Orosz Anna           |
| Anett                | Parti Nóra           |
| Isaura               | Dögei Éva            |
| Omar                 | Csík Csaba Krisztián |
| Osama bin Laden      | Vizy György          |
| Lejmos               | Szinovál Gyula       |
| Nyomozó              | Megyeri János        |
| Rendőr #1            | Kapácsy Miklós       |
| Szakember #1         | Kapácsy Miklós       |
| Rendőr #1            | Bolla Róbert         |
| Szakember #2         | Bolla Róbert         |
| Miniszterelnök       | Katona Zoltán        |
| Rajztanár            | Forró István         |
| Jolán                | Némedi Mari          |
| Bíboros              | Szalay Imre          |
| Pápa                 | Kajtár Róbert        |
| Putyin               | Kajtár Róbert        |
| George W. Bush       | Orosz István         |
| Kínai miniszterelnök | Pálfai Péter         |
| Igazgató             | Csuha Lajos          |
| Tony Blair           | Csuha Lajos          |
| Szóvivőnő            | Németh Kriszta       |
| CNN-riporter         | Soltész Éva          |
| Jürgen               | Welker Gábor         |
| Tolmács              | Pozsgay József       |
| TV-bemondó           | Tóth G. Zoltán       |
| Naccságos asszony    | Grúber Zita          |
| Lajos atya           | Bodrogi Attila       |
| Günther              | Gauder Áron          |
| Díler                | Gauder Áron          |
| M                    | Novák Erik           |
| Z                    | Juhász Ottó          |
| Csaposnő             | Mórotz Fruzsina      |
| Steve                | Mike Kelly           |

További hangok: Albert Péter, Braun Rita, Csampisz Ildikó, F. Nagy Erika, Juhász Zoltán, Presits Tamás, Réti Szilvia, Sárközi József, Turi Bálint

## Nézettség
A nézettségi adatok szerint 113 258 jegyet adtak el rá.

## Díjak, jelölések
- 36. Magyar Filmszemle (2005) – Legjobb látványtervezés: Gauder Áron

## Televíziós megjelenések
- eredeti változat: Viasat 3, Comedy Central, AMC, Filmcafé
- 3D-s változat: Film Mánia